# Chistenstein
Chistenstein är en bergstopp i Schweiz.   Den ligger i regionen Prättigau/Davos och kantonen Graubünden, i den östra delen av landet, 180 km öster om huvudstaden Bern. Toppen på Chistenstein är 2 473 meter över havet, eller 266 meter över den omgivande terrängen. Bredden vid basen är 6,0 km.
Terrängen runt Chistenstein är huvudsakligen bergig, men den allra närmaste omgivningen är kuperad. Närmaste större samhälle är Chur, 17,9 km väster om Chistenstein. 
Trakten runt Chistenstein består i huvudsak av gräsmarker. Runt Chistenstein är det ganska glesbefolkat, med 30 invånare per kvadratkilometer.